# Río Assiniboine
El río Assiniboine es un largo río de Canadá, un afluente del río Rojo del Norte. Tiene una longitud aproximada de 1.070 km y discurre por el sur canadiense, por las provincias de Saskatchewan y Manitoba.

## Geografía
El río Assiniboine nace en la provincia de Saskatchewan y fluye al sur a través de Manitoba hasta desembocar en el río Rojo del Norte en la ciudad de Winnipeg. Tiene dos subafluentes de importancia, el río Qu'Appelle (de 435 km) y el río Souris (de 700 km).

## Historia
El río Assiniboine fue explorado por Pierre Gaultier de Varennes en 1736 y sirvió después como ruta de campañas para los extranjeros de la colonia del Río Rojo.
- Datos: Q220503
- Multimedia: Assiniboine River / Q220503